# 新霍皮奥尔斯克区
新霍皮奥尔斯克区（俄语：Новохопёрский район）是俄罗斯联邦沃罗涅日州下辖的一个区，其行政中心为新霍皮奥尔斯克。据2016年统计，该区的人口为38333人。